# Villatobas
Villatobas è un comune spagnolo di 2 515 abitanti situato nella comunità autonoma di Castiglia-La Mancia.